# Малкин, Иоэль Гильевич
Иоэль Гильевич Малкин (11 [24] ноября 1907, Нежин, Черниговская губерния, Российская империя — 14 июня 1958, Свердловск, РСФСР, СССР) — советский математик и механик.

## Биография
В 1927 г. окончил физико-математический факультет Казанского университета, продолжил обучение в аспирантуре по специальности «механика». В эти годы И. Г. Малкин серьёзно заинтересовался научными трудами А. М. Ляпунова.
В 1930—1938 гг. преподавал в Витебском педагогическом и Казанском авиационном институтах. Доктор физико-математических наук (1937), профессор (1937).
В 1938 году переезжает для работы в Свердловск и возглавляет кафедру теоретической механики Уральского университета, которой руководил до конца своей жизни. Установил тесные контакты с родственными кафедрами МГУ и ЛГУ, перевел на русский язык фундаментальный курс П. Аппеля по теоретической механике (П. Аппель. Теоретическая механика, т. 1-2. — М., 1960). По совместительству — заведующий кафедрой теоретической механики Уральского индустриального института (1938—1941).
Скончался 14 июня 1958 года, похоронен на Ивановском кладбище Екатеринбурга.

## Научная деятельность
И. Г. Малкин получил научные результаты, вносящие значительный вклад в развитие второго метода Ляпунова в теории устойчивости. Итогом изучения сложных вопросов теории критических случаев устойчивости стала монография «Теория устойчивости движения». Свои научные исследования И. Г. Малкин органически связывал с техническими приложениями. Этим объясняется его интерес к теории нелинейных колебаний, время обращения к которой совпало с началом внедрения результатов этой теории в практику. Исследования И. Г. Малкина, в которые он активно вовлекал молодежь, были посвящены развитию метода Ляпунова-Пуанкаре.

### Основные работы
- Метод Ляпунова и Пуанкаре в теории нелинейных колебаний. — М., Гостехиздат, 1949.
- Теория устойчивости движения. — М.; Л., 1952.
- Некоторые задачи теории нелинейных колебаний. — М., 1956.